# Chloropteryx olvidaria
Chloropteryx olvidaria är en fjärilsart som beskrevs av William Schaus 1897. Chloropteryx olvidaria ingår i släktet Chloropteryx och familjen mätare. Inga underarter finns listade i Catalogue of Life.